# Ritratto di signora (Klimt)
Il Ritratto di signora è un dipinto a olio su tela di Gustav Klimt realizzato tra il 1916 e il 1917 e custodito all'interno del museo Galleria d'arte moderna Ricci Oddi di Piacenza.

## Storia

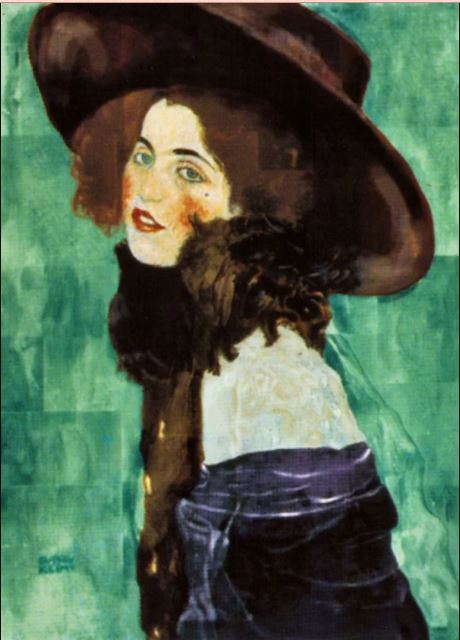
Ricostruzione del dipinto originale del 1912, Ritratto di ragazza.

Il dipinto fu acquistato dal collezionista Giuseppe Ricci Oddi nel 1925, da Luigi Scopinich, e fu sottoposto a un'analisi radiografica nel 1996, su richiesta della maturanda Claudia Maga, la quale scoprì una prima versione del dipinto, in cui la donna indossava una sciarpa e un cappello. Mentre si stava documentando, la studentessa consultò L'opera completa di Klimt e notò la somiglianza del ritratto esposto a Piacenza con il Ritratto di ragazza riprodotto nel testo e datato 1912. Nel commento al quadro, Johannes Dobai scriveva, nel 1967, che si "ignorano le dimensioni e la collocazione dell'opera, nota soltanto attraverso un'illustrazione della rivista Velhagen & Klasings Monatshefte (XXXII-XXXIII. 1917-18, p. 32), con una datazione di Franz Servaes al 1912". Ma poi Klimt ci dipinse sopra e gli scienziati lo hanno cercato invano dal 1917, finché Claudia Maga, che scrisse un tema sull'argomento, scoprì che il "Backfisch" ("Ragazzetta"), così è chiamato, si trovava sotto il Ritratto di signora: «Il volto e molti altri dettagli coincidevano perfettamente, avevo il cuore in gola. Mi sono detta "stai calma, figuriamoci se non se n'è già accorto qualche critico importante"... Invece». L'esperto austriaco di Klimt, Tobias G. Natter, se lo ricorda ancora bene: "È stato un po' imbarazzante per la storia dell'arte." Nemmeno lui sa dire chi sia la ragazza raffigurata, pur essendo l'autore del catalogo ragionato dei dipinti di Klimt, pubblicato da Taschen. Forse si tratta della compagna di Klimt all'epoca, e fino alla sua morte: Consuela Camilla Huber, che gli regalò il primo dei tre bambini nel 1912, e che quando rimase incinta aveva 15 anni.
Il 22 febbraio 1997, fu reso noto che il dipinto era stato rubato poco prima di una mostra speciale in galleria, durante i lavori di ristrutturazione dell'edificio, e che la sua cornice fu trovata sul tetto dello stesso.
Nell'aprile 1997, la polizia scoprì un falso del quadro a Ventimiglia, in un pacchetto indirizzato all'ex Presidente del Consiglio dei ministri italiano Bettino Craxi che era a Hammamet, in Tunisia. Il caso venne riaperto nel 2014.
Nel dicembre 2019, 23 anni dopo il furto, 3 giardinieri della Globo Dimensione Verde, incaricati di  tagliare l’edera arrampicante dalla parete retrostante la Galleria d’arte moderna Ricci Oddi  hanno scoperto la presenza di una botola al cui interno, oltre a vari rifiuti, era stato posizionato un sacco dell’immondizia  nero contenente il dipinto trafugato.
Nel febbraio 2020, due uomini già condannati per furto di opere d'arte hanno contattato il quotidiano  Libertà di Piacenza e il giornalista Ermanno Mariani, autore di un libro sul quadro scomparso e pubblicato nel 2018. I due hanno confessato il furto in una lettera, in cui hanno spiegato di aver restituito il dipinto alla città "come un regalo di Natale", dopo che il reato era caduto in prescrizione. Gli inquirenti hanno successivamente indagato tre altre persone per furto e ricettazione, ma nel 2021 le indagini si sono chiuse con l’archiviazione per tutti i coinvolti.
A metà gennaio 2020 il dipinto è stato autenticato, e è stato nuovamente esposto dal 28 novembre 2020 presso la Galleria di arte moderna Ricci Oddi di Piacenza.